# Bánovce nad Bebravou
Bánovce nad Bebravou (în germană Banowitz, în maghiară Bán) este un oraș din Slovacia.

## Istorie
Cele mai vechi așezări datează din epoca bronzului. Cea mai veche inscripție care menționează orașul datează din 1232. În evul mediu, Bánovce a devenit un important centru comercial - pentru tâmplari, fabricanți de încălțăminte, fierari, măcelari, țesători și alții. Prima școală elementară a fost deschisă în secolul al XVII-lea.

## Demografie
| An:                | 1994   | 2004   | 2014   | 2024    |
| ------------------ | ------ | ------ | ------ | ------- |
| Număr de persoane: | 20.716 | 20.725 | 18.933 | 16.103  |
| Diferență:         |        | +0,04% | −8,64% | −14,94% |

| An:                | 2023   | 2024   |
| ------------------ | ------ | ------ |
| Număr de persoane: | 16.359 | 16.103 |
| Diferență:         |        | −1,56% |

## Atracții turistice
- Biserica Sfântul Nicolae - o biserică gotică
- Biserica Sfintei Treimi

## Împărțirea administrativă
Orașul e format din următoarele părți:
1. Bánovce nad Bebravou
2. Biskupice
3. Dolné Ozorovce
4. Horné Ozorovce
5. Malé Chlievany

1. ↑  Population density of Slovakia – municipalities [om7014rr] : Area (square meter)[*] |]], 31 martie 2025 Verificați valoarea |titlelink= (ajutor);
2. 1 2  „Počet obyvateľov podľa pohlavia - obce (ročne) [om7101rr_obce=AREAS_SK]”. Statistical Office of the Slovak Republic. 31 martie 2025. Accesat în 31 martie 2025.